# Echeveria harmsii
Echeveria harmsii là một loài thực vật có hoa trong họ Crassulaceae. Loài này được J.F.Macbr. miêu tả khoa học đầu tiên năm 1931.